# Borotín, Blansko
Borotín là một làng thuộc huyện Blansko, vùng Jihomoravský, Cộng hòa Séc.